# حمام عمومی
حمام عمومی یا حمام همگانی، گونه‌ای حمام برای شستشوی بهداشتی یا مذهبیِ بدن به صورت دسته‌جمعی است. با رایج شدن حمام‌های خانگی، حمام‌های عمومی به‌تدریج کنار گذاشته می‌شوند.

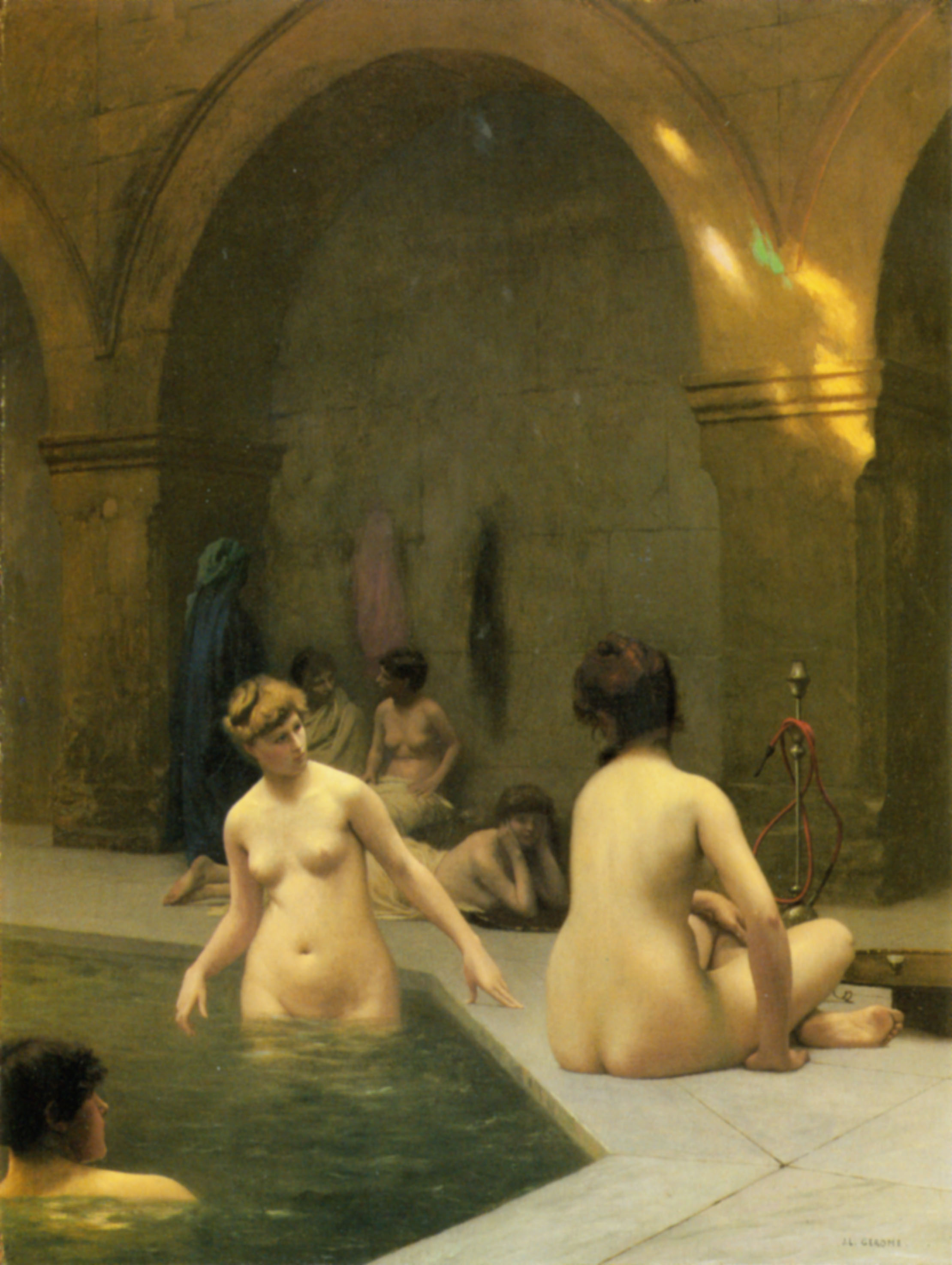
حمام کنان، اثر ژان-لئون ژروم (۱۸۲۴–۱۹۰۴)

حمام عمومی از سال‌های دههٔ ۱۳۰۰ تا دههٔ ۱۳۴۰ جز در گروه کوچکی از قشرهای بسیار مرفه شهری، هنوز شکل عمده برای استحمام را تشکیل می‌داد و آیین حمام روز جمعه (یا روزی دیگر از هفته) به جداسازی جنسیتی برای مرد خانواده به همراه پسران و زن به همراه دختران یا کودکان خردسال (پسر یا دختر) بسیار رایج بود و یکی از اَشکال پر کردن اوقات فراغت را نیز تشکیل می‌داد. تا مدت‌ها پس از ایجاد حمام‌های خانگی در نزد ثروتمندان شهری، آن‌ها بازهم برای «لیف و کیسه کشیدن»، «مشت و مال» و برخی دیگر از خدمات به صورت دسته‌جمعی و تک‌جنسیتی به حمام‌ها می‌رفتند.
یک تعداد از حمام‌ها سونا و ماساژ و اسپا و  شطرنج خشن دارند.